# Hoikanjärvi och Kylkeinen
Hoikanjärvi och Kylkeinen är en sjö i kommunen Sotkamo i landskapet Kajanaland i Finland. Sjön ligger 162,9 meter över havet. Den är 1,9 meter djup. Arean är 65 hektar och strandlinjen är 6,94 kilometer lång. Sjön  ingår i Uleälvens huvudavrinningsområde.   Den ligger omkring 53 kilometer öster om Kajana och omkring 480 kilometer norr om Helsingfors. 